# Слободянюк Олена Миколаївна

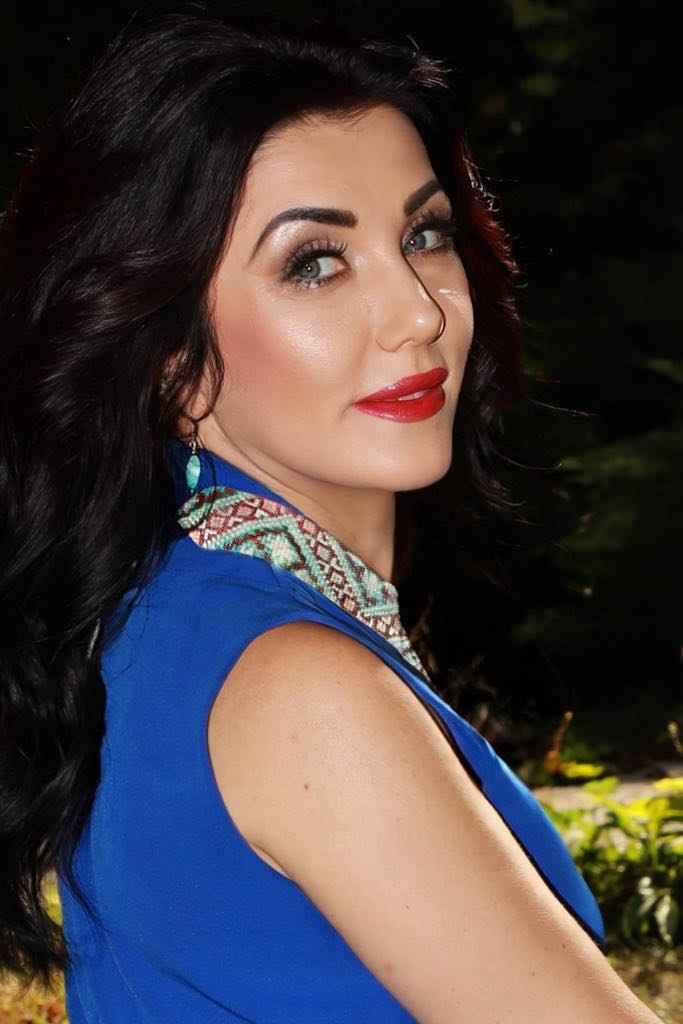

Слободянюк Олена Миколаївна (нар. 13 березня 1976, Київ) — артистка, співачка, викладачка з постановки голосу Студії по підготовці акторських кадрів при Національному заслуженому академічному українському народному хорі імені Г.Г. Верьовки, організаторка та керівниця культурних заходів, членкиня журі міжнародних та всеукраїнських фестивалів-конкурсів, викладачка естрадного, народного, академічного вокалу.

## Біографія
Народилася 13 березня 1976 року в місті Київ в українській патріотичній сім'ї музикантів. У 1982—1987 роках була учасницею та солісткою дитячого хору Радіо та Телебачення України, а також дитячого естрадно-вокального ансамблю «Посмішка». Закінчила музичну школу імені В. С. Косенка по класу віолончелі та фортепіано.

## Освіта
У 1991—1995 роках навчалася в Київському державному музичному училищі імені Р. М. Глієра на естрадному відділі вокального факультету (клас Заслуженої артистки України Л. В. Прохорової, естрадний вокал). Паралельно опановувала академічний вокал у класі Заслуженого артиста України В. І. Жмуденка. Після закінчення здобула спеціальність «Артист-соліст академічного хору та ансамблю».
У 1995 році вступила до Національної музичної академії України імені П. І. Чайковського на вокальний факультет, де навчалася у класі Народної артистки України Діани Петриненко, а згодом — у класах Народної артистки України Марії Стеф'юк та професорки Ірини Колодуб. Отримала спеціальність «Музичне мистецтво» і кваліфікацію оперної та концертної співачки.
Паралельно в 1994—1999 роках здобула освіту на юридичному факультеті Академії праці та соціальних відносин профспілок України, отримавши кваліфікацію юриста.

## Творча діяльність
З 2001 року — артистка Національного заслуженого академічного українського народного хору імені Г. Г. Верьовки. Викладачка з постановки голосу у Студії по підготовці акторських кадрів при Національному заслуженому академічному українському народному хорі імені Г.Г. Верьовки.
Багато років була солісткою ансамблю «Білий потік». Учасниця вокального тріо «Лілія» у складі Юлії Успенської, Вікторія Рудник і Олени Слободянюк. Є членкинею журі Міжнародних та Всеукраїнських мистецьких конкурсів. А також викладачка естраднаго, народного та академічного вокалу, сценічної майстерності  та дикції.
Окрім концертної діяльності, співає у церковних хорах Софійського собору, Володимирського собору та інших храмах Православної церкви України в місті Києві.